# بل‌ویل (اوهایو)
بل‌ویل (به انگلیسی: Bellville) یک روستا در ایالات متحده آمریکا است که در شهرستان ریچلند، اوهایو واقع شده‌است. بل‌ویل ۷٫۱۲ کیلومتر مربع مساحت و ۱٬۹۱۸ نفر جمعیت دارد و ۳۴۷ متر بالاتر از سطح دریا واقع شده‌است.